# Историческая достопримечательность Калифорнии

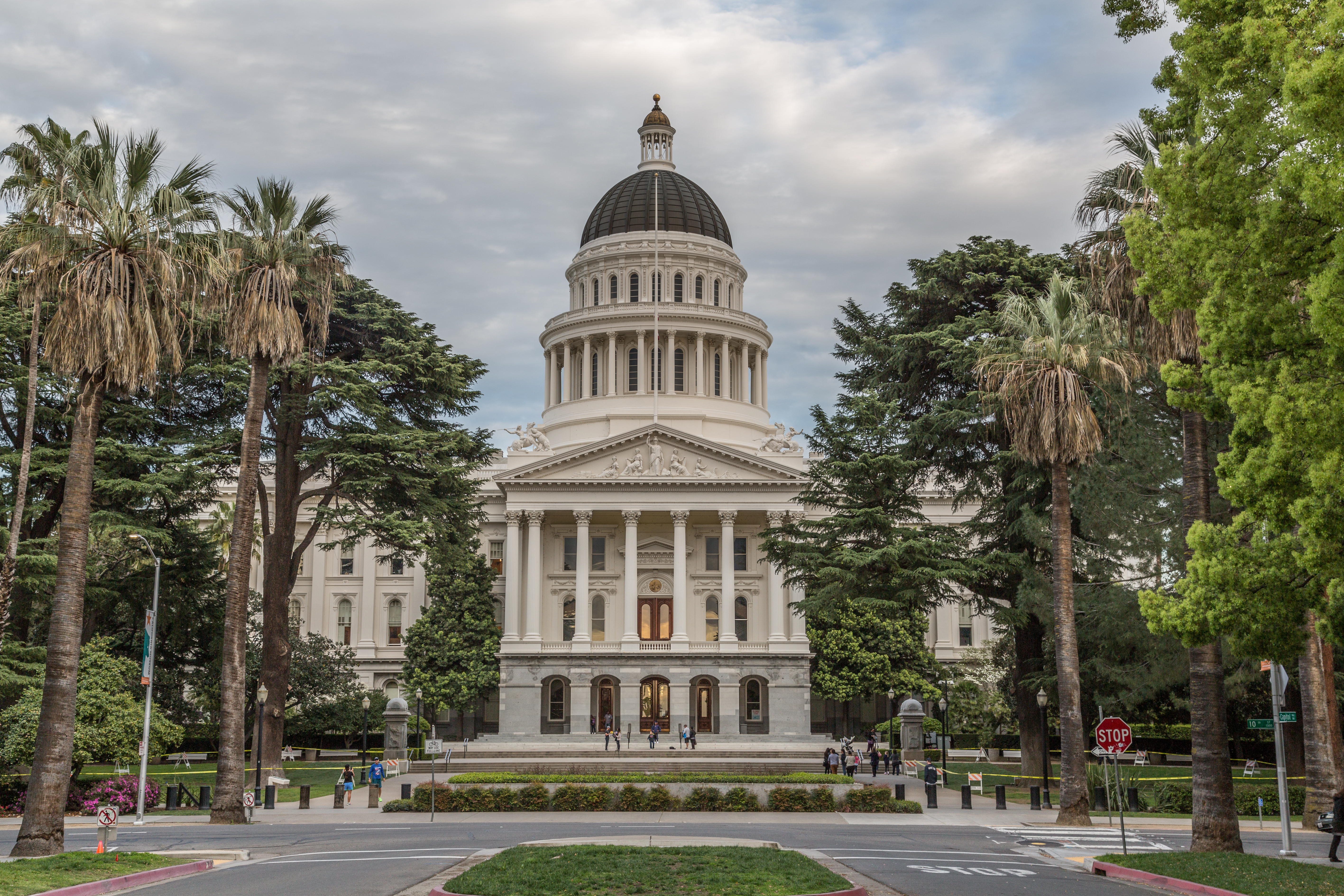
Капитолий штата Калифорния, одна из исторических достопримечательностей штата

Историческая Достопримечательность Калифорнии (англ. California Historical Landmark; сокр. CHL) — здание, структура, сооружение, участок или сообщество, находящееся в американском штате Калифорнии, сыгравшее заметную роль в истории штата и получившее, в связи с этим, статус объекта исторической значимости.

## Критерии
Историческое значение определяется на основании удовлетворения по меньшей мере одному из следующих критериев:
1. Первый, последний, единственный или наиболее значимый объект данного вида на уровне штата или большого географического региона, такого как Северная Калифорния, Центральная Калифорния или Южная Калифорния.
2. Связанный с личностью или группой имеющей большое значение в истории Калифорнии.
3. Выдающийся пример периода, стиля, архитектурного движения или конструкции; или самая лучшая сохранившаяся работа региона, выполненная пионером-архитектором, дизайнером или мастером строителем.

## Другие обозначения
Исторические достопримечательности Калифорнии имеющие номера 770 и выше автоматически добавляются в Реестр исторических ресурсов Калифорнии.
Место, здание, характерная черта или событие, которое имеет местное (городское или окружное) значение может быть обозначено как Пункт исторического интереса Калифорнии.

## Галерея

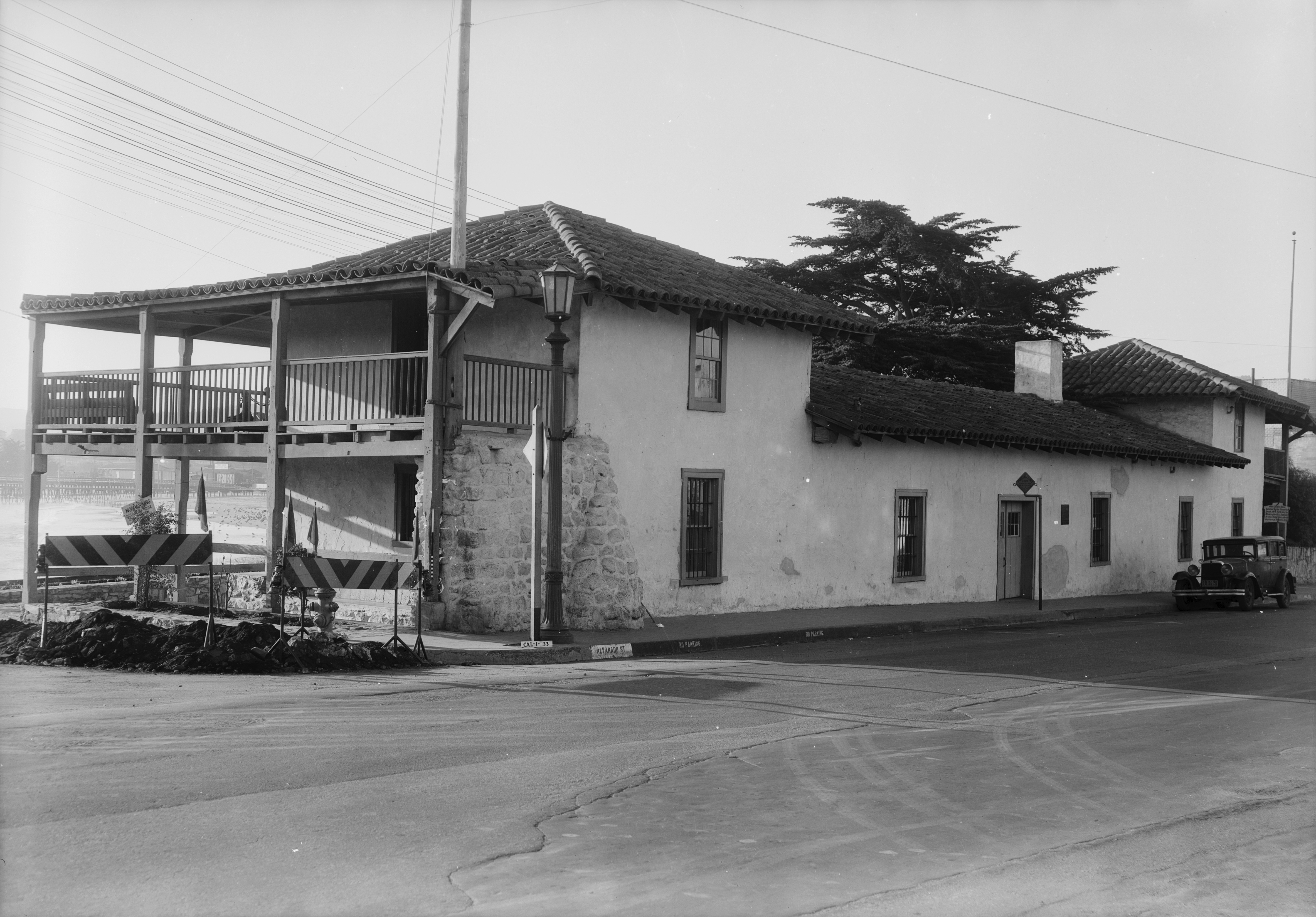
Здание старой таможни в Монтерее, первым получило статус Исторической Достопримечательности Калифорнии. Здесь в 1846 году коммодор США Джон Дрейк Слоат году поднял Американский Флаг и объявил Калифорнию частью США
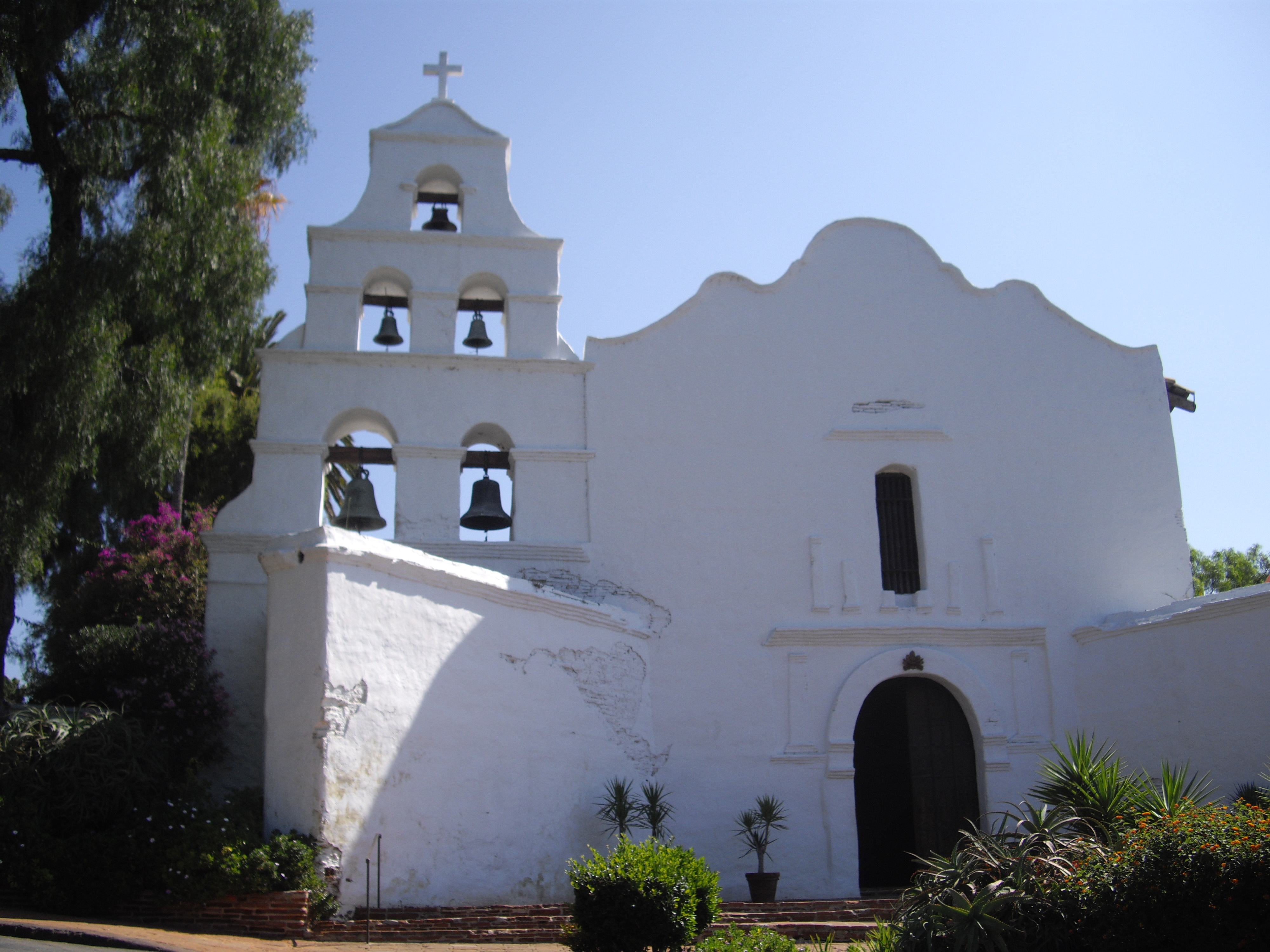
Миссия Сан Диего де Алькала (англ. Mission San Diego de Alcalá) в Сан-Диего — первая Испанская миссия в Калифорнии, основанная в 1769 году
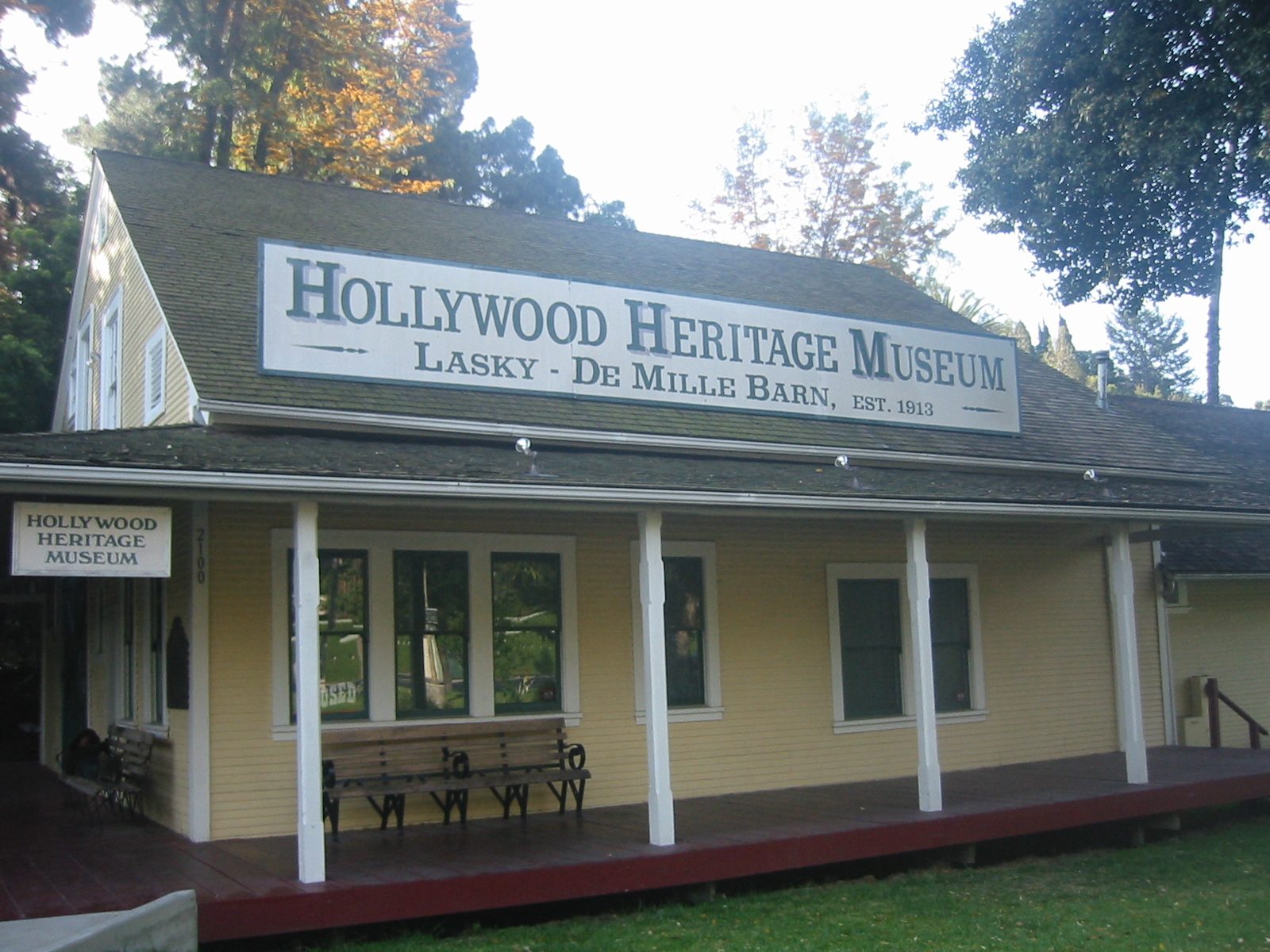
Сарай Ласки-ДеМиль (англ. Lasky-DeMille Barn), на данный момент являющийся Музеем голливудского наследия (англ. Hollywood Heritage Museum) — место, где в 1913 году Демиль Сесил Блаунт и Джесси Ласки основали первую крупную голливудскую кинокомпанию
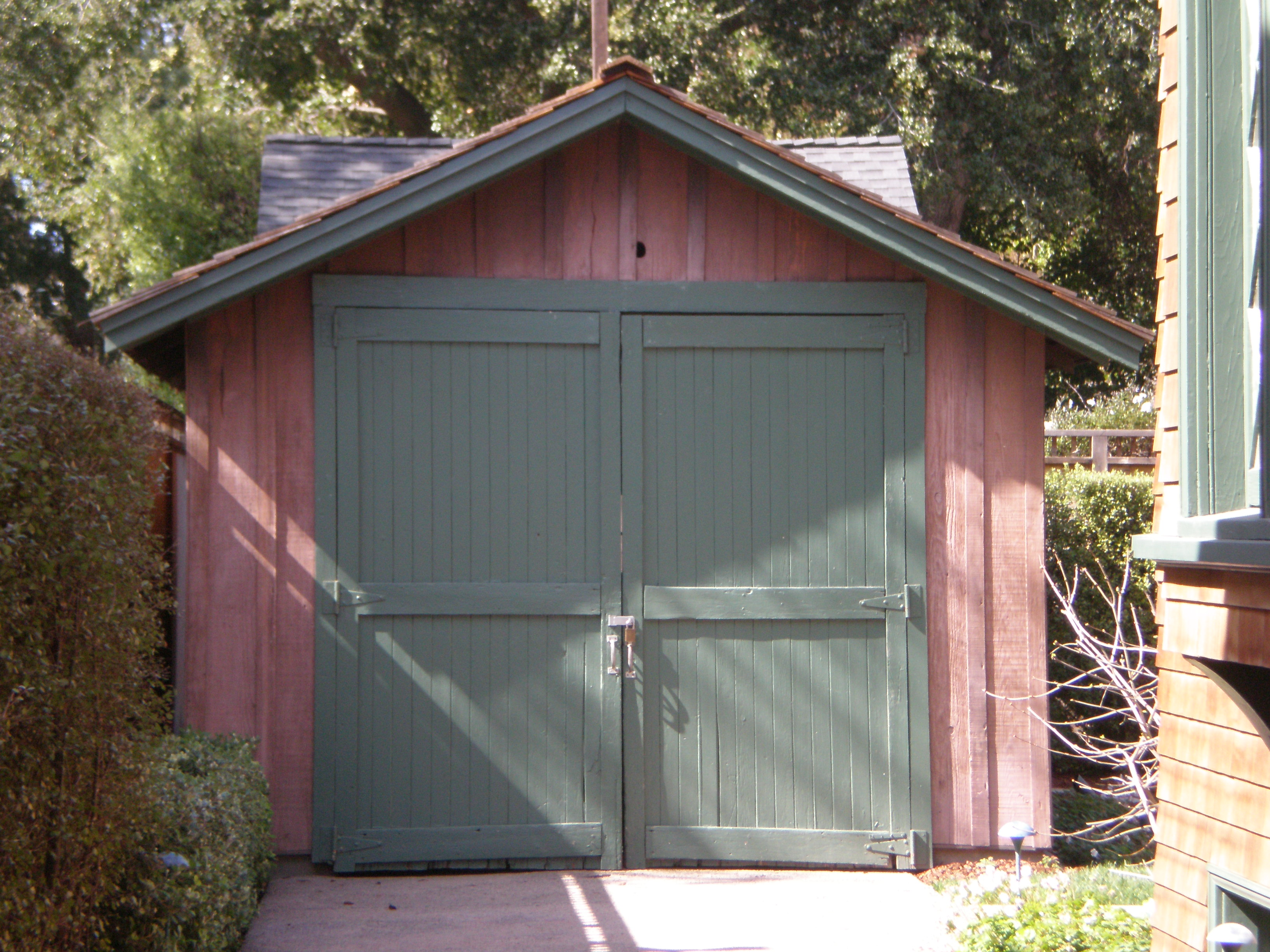
Гараж HP в Пало-Альто, рассматривается как "Место рождения Кремниевой долины". В нём в 1930-х годах Дэвид Паккард и Уильям Реддингтон Хьюлетт разработали свой первый продукт.
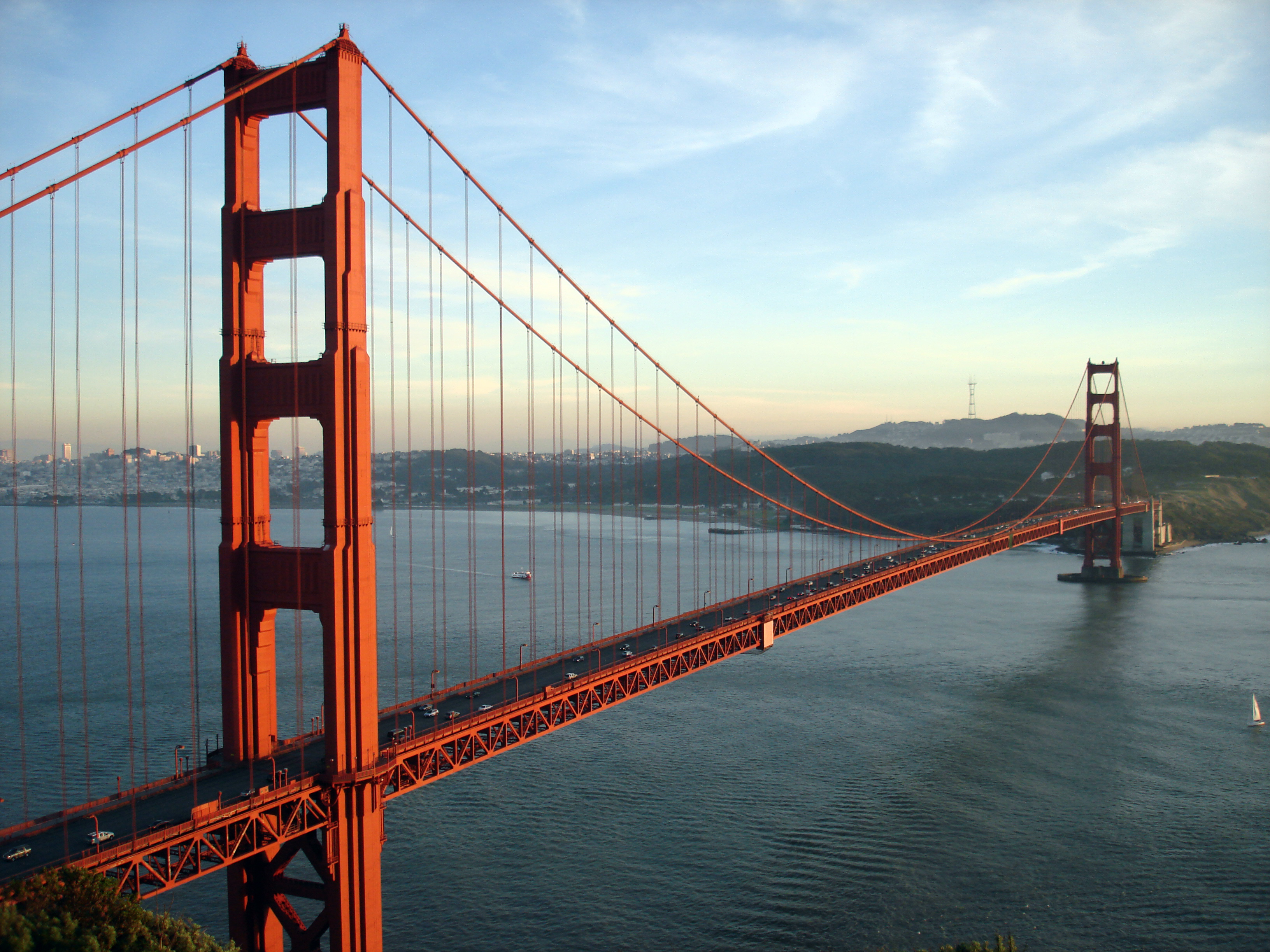
Мост Золотые Ворота, соединяющий Сан-Франциско с округом Марин
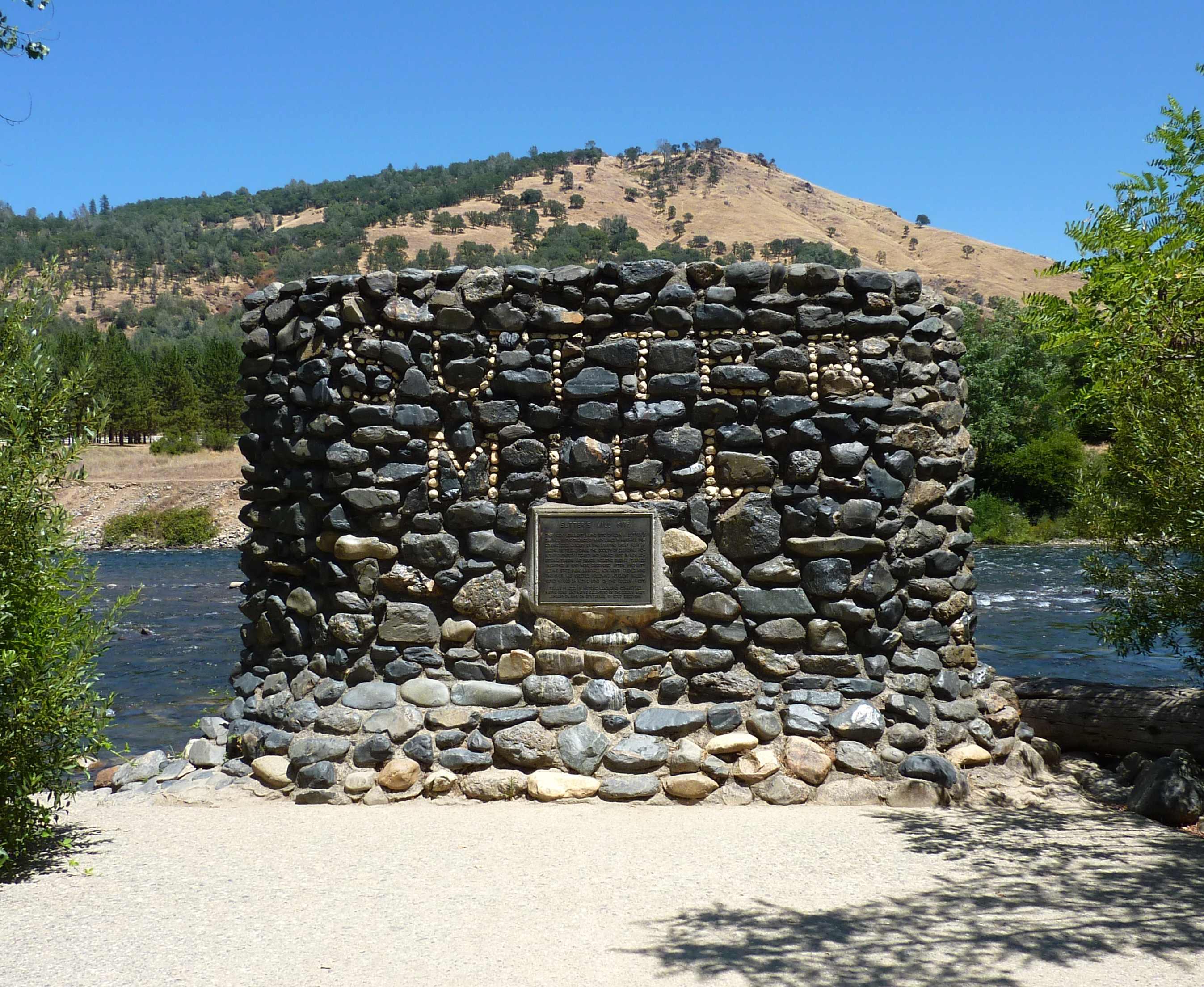
Лесопилка Саттера, Исторический парк штата Калифорния “Золотонахождение Маршала”, здесь в 1848 году Джеймс В Маршал впервые нашел золото, что послужило началом Калифорнийской золотой лихорадки
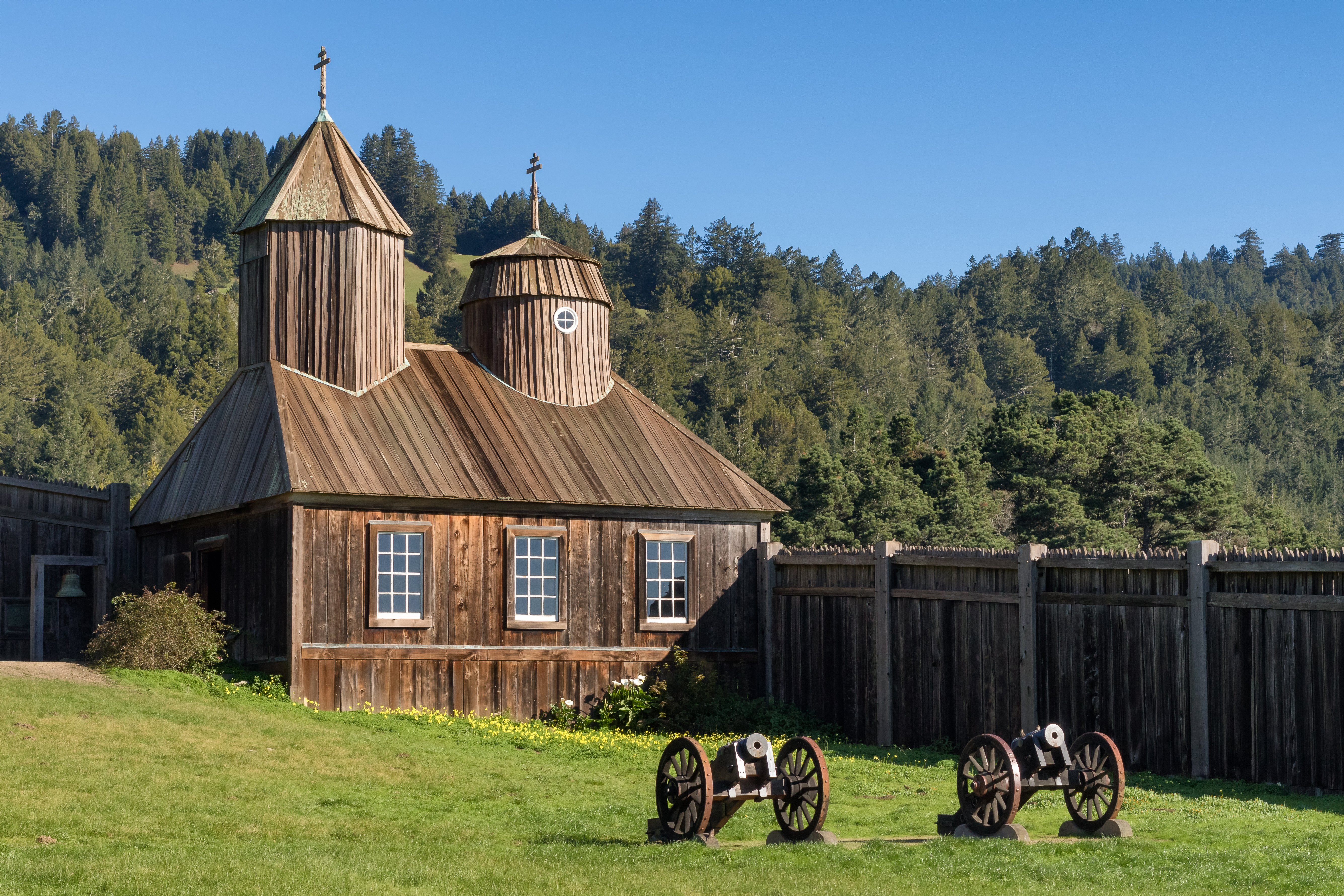
Форт-Росс был основан как торговая точка русскими колонизаторами в 1812 году
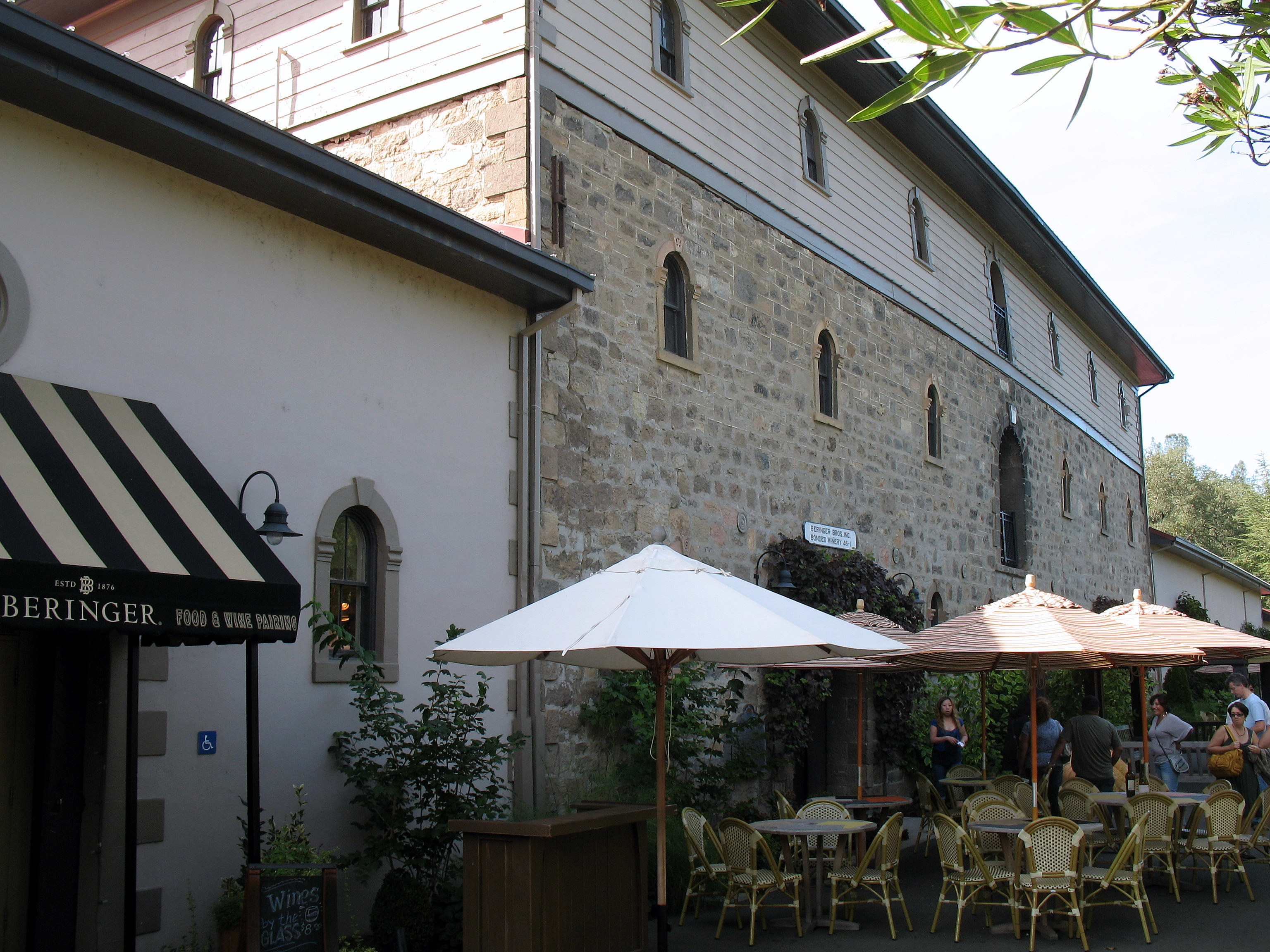
Основанная в 1875 году, винодельня Берингер является самой старой непрерывно работающей винодельней в Долине Напа
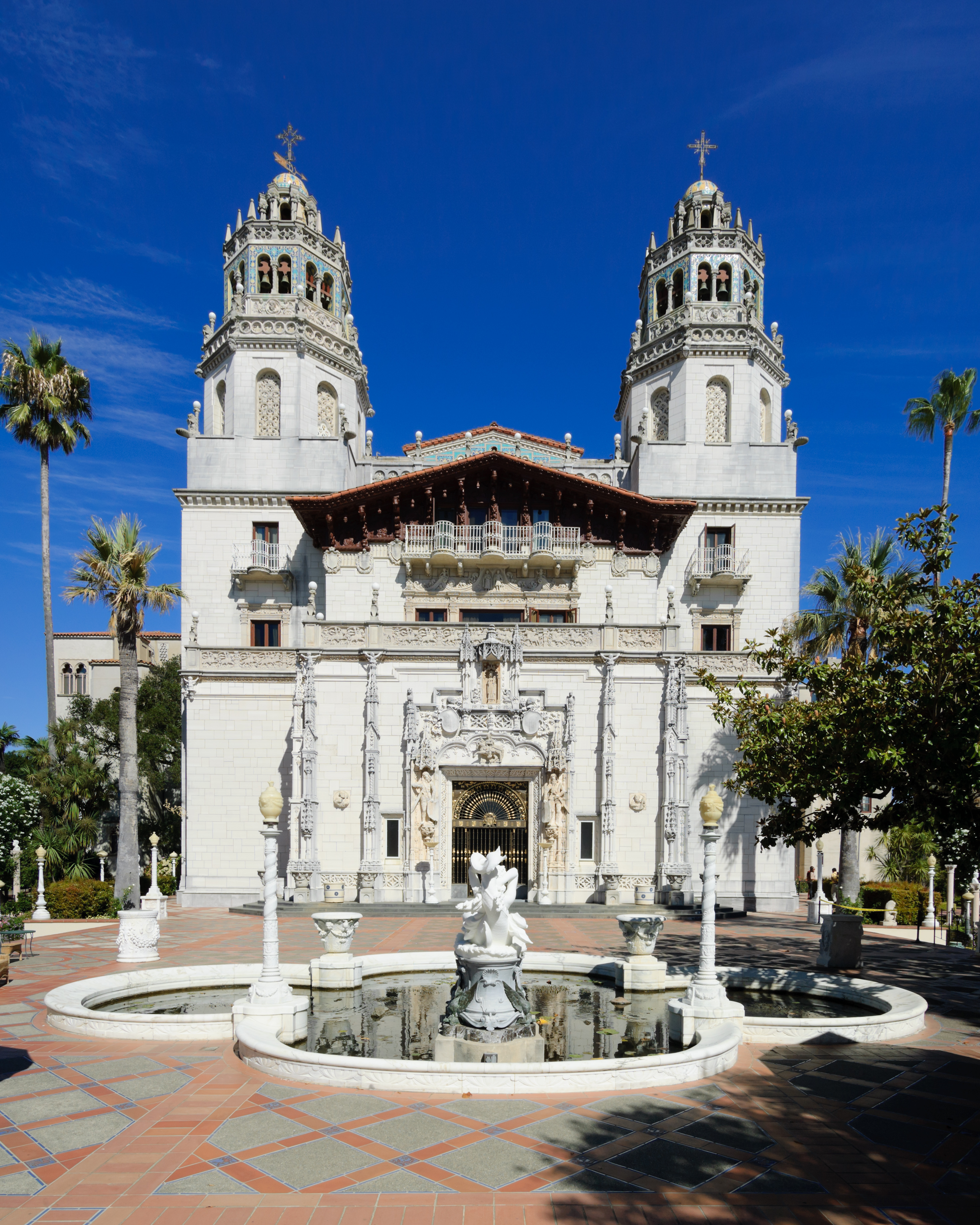
Замок Херста
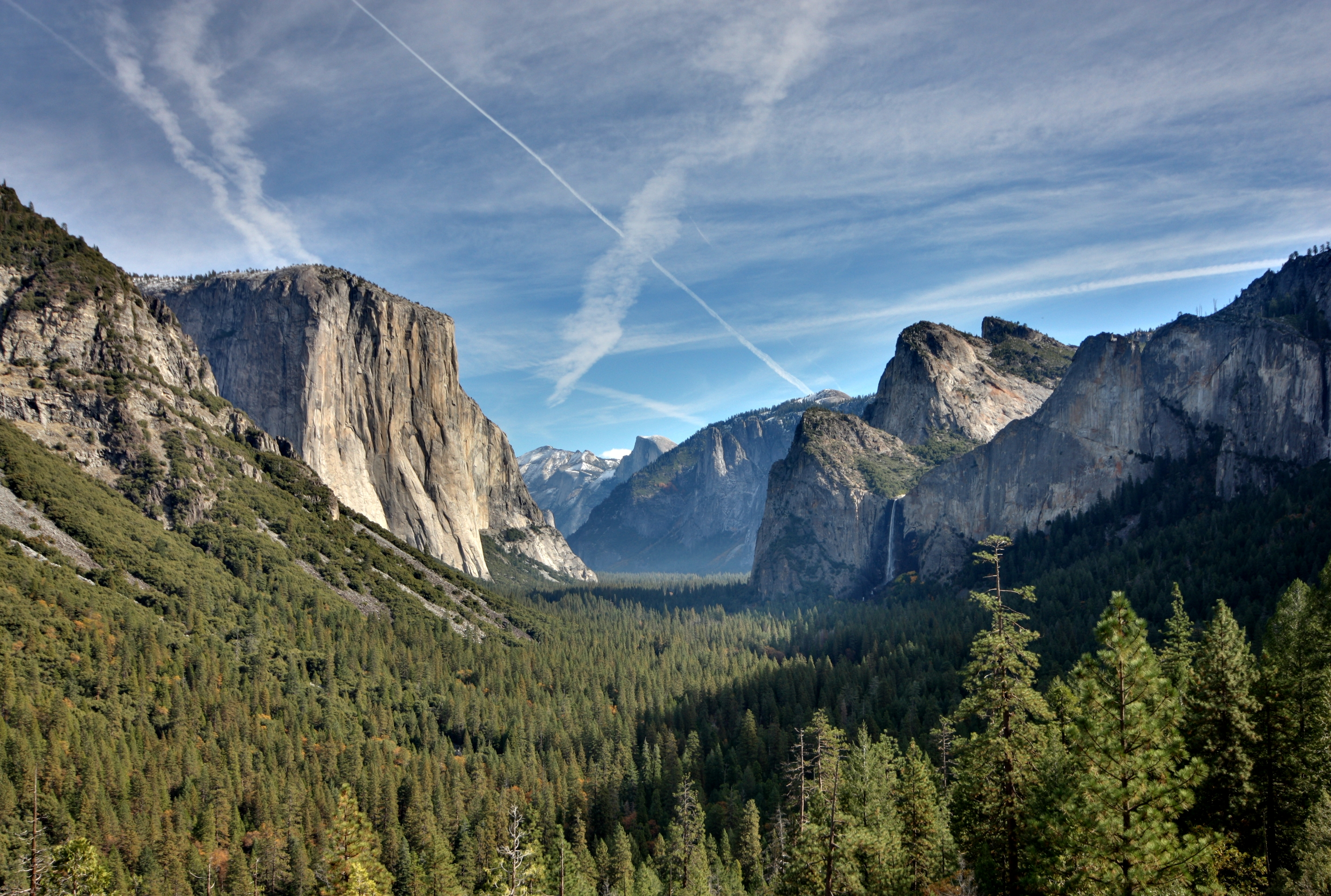
Йосемитская долина
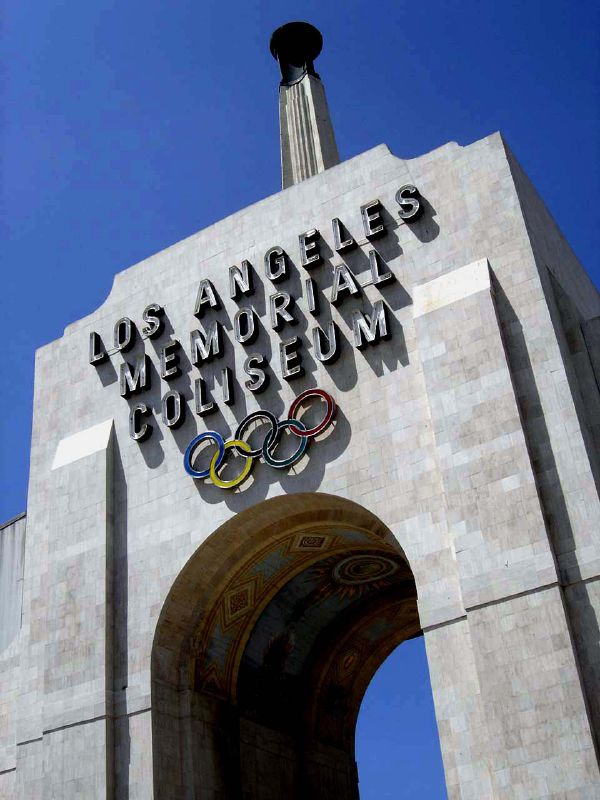
Мемориальный Колизей Лос-Анджелеса открытый в 1923 году
Руководство штата Калифорния по унификации средств управления дорожным движением определяет эталон дорожного знака, указывающего автомобилистам дорогу к историческим достопримечательностям Калифорнии, таким как Миссия Санта Круз.